# Starpoint Gemini Warlords
Starpoint Gemini Warlords é um jogo eletrônico de comércio espacial e simulador de combate, combinado com RPG e 4X desenvolvido pela Little Green Men Games, com sede na Croácia, e publicado pela Iceberg Interactive. Starpoint Gemini Warlords é um spin-off do simulador espacial Starpoint Gemini 2, lançado em 2014.

## Desenvolvimento
A Little Green Men Games desenvolveu Starpoint Gemini 2 com base no feedback e sugestões da comunidade no programa de Early Access do Steam. Embora a maioria das sugestões populares tenham sido inclusas no jogo, algumas das ideias não puderam ser implementadas em Starpoint Gemini 2. Os pedidos de funcionalidades não adequadas para Starpoint Gemini 2 foram mantidos em uma lista de desejos e se tornaram a base do novo título spin-off Starpoint Gemini Warlords. Assim como seu antecessor, Starpoint Gemini Warlords passou pelo Early Access, pelo qual os desenvolvedores planejaram implementar funcionalidades sugeridas pela sua comunidade e mudar o jogo de acordo com o feedback. O jogo estava programado para ficar aproximadamente 6 a 12 meses no Steam Early Access e foi finalizado e lançado após 11 meses.

## Características
Starpoint Gemini Warlords é um simulador espacial de RPG com uma camada 4X. Os jogadores podem comandar várias naves espaciais e dar ordens a frotas de guerra no mapa estratégico. O jogo se passa no Sistema Gemini e apresenta missões de história pré-programadas (Campanha) e um modo livre (Conquista).

## Lançamento
Starpoint Gemini Warlords foi lançado em 23 de maio de 2017, no Steam e GoG em duas versões - Standard e Deluxe Edition. A Edição Deluxe inclui um Artbook colorido de 160 páginas, trilha sonora original do jogo composta por Nikola Nikita Jeremić, uma seleção de papéis de parede e overlays para o Twitch.

## Recepção
O jogo recebeu críticas mistas e positivas e atualmente possui uma pontuação agregada de 73 no Metacritic, com base em 11 análises, e uma pontuação de 70% no Gamerankings, com base em 6 análises.

### Vendas
O jogo vendeu mais de 200.000 cópias.